# ジェニークラシック
『ジェニークラシック』は、ジェニーハイの3rdアルバム。2023年7月12日にワーナーミュージックより発売。
先行シングルを4枚を含む全12曲のアルバム。作詞作曲・プロデュースをメンバーの川谷絵音が担当。曲調はバラエティ豊かであり、クラシカルな曲やポップ、ラップ、バラードなどがある。
ジャケットはベートーヴェンやモーツァルト、バッハ、シューベルトなどの音楽家をイメージした衣装にメンバーが扮している。

## 収録曲
1. モンスター feat.yama
10th シングル。yamaを迎えたコラボ曲第3弾。MVも公開されている。
最後にショパンの雨だれの前奏が挿入されている。
2. クラシックハイ
アルバムのリード曲。MVも公開されており、アルバムの中でも人気・評価の高い曲。
曲調はクラシカルだがテンポもよく、転調のある曲。
3. 超最悪
ドラマ「完全に詰んだイチ子はもうカリスマになるしかないの」主題歌楽曲。
MVも公開されている。テンポ、リズムも難しい曲。MVではプロレスラーのような恰好のイッキュウが登場している。
4. GDGD
インストルメンタルに歌詞を当てたような曲。曲順的にもアルバムの一時休憩にちょうどよい感じ。題名のGDGDはグダグダの意味。１日頑張ったんだからグダグダしようという内容の歌詞。
5. PEAKY
8thシングル。MVでは井桁弘恵が出演。ジェニーハイの曲の中でもMV、曲調、歌詞、世界観が一番ポップな曲。
題名はやつれたや具合が悪いなどネガティブな意味合いだが明日はポップに生きたいという前向きが歌詞と曲調の明るいサウンドに仕上がっている。
6. ケンタイキー
男女の倦怠期を歌った曲。気怠そうな内容の歌詞や歌い方の曲調。
歌詞の内容としてはあの頃に温度に戻りたい希望を持っているが現状上手くいっていない関係の男女の感情を歌っている。
7. エクレール
7thシングル。映画『ハケンアニメ』主題歌。ゲストボーカルに声優の高野麻里佳が参加。曲調はかなりPOP。
MVではおいしそうなエクレアを看守のイッキュウが食べる姿を囚人のメンバーが羨ましく見ている。
8. TAXI
DTMのサウンドで遊び心の歌詞とリズムの曲。話し言葉のような歌い方でボーカル以外のメンバーも歌に参加している。
9. ジェニーガールクラッシュ
こちらもDTMのサウンドに歌詞をあてた夏のサウンド。一部ラップがある。
10. 声雫
トランペットなどバンドサウンド以外の楽器も含まれ多彩なサウンドが奏でれらている曲。
他の曲にあるインストルメンタルやDTM、ラップや転調もなく真面目なテンポのよいバラードに仕上がっている。
11. トラップガール
FODオリジナルドラマ「トラックガール」主題歌。
12. 贅沢
ピアノの伴奏から始まる。ジェニーハイのほかの曲にあるおふざけや遊びはなく、アルバムのラストナンバーを飾る真面目なバラード。